# فلوریان کایوری
فلوریان کایوری (به آلمانی: Florian Cajori)(زاده ۲۸ فوریه ۱۸۵۹ در شارانز - در گذشته ۱۵ اوت ۱۹۳۰ در برکلی) تاریخ‌نگار ریاضیات اهل سوئیس بود.

## زندگینامه
او فرزند یک مهندس راه بود و در زیلی و شور تحصیلات ابتدایی را انجام داد. در ۱۶ سالگی به آمریکا رفت و در آنجا در کالج وایتواتر تحصیل را پی گرفت. سپس یکچند در ویسکانسین معلم روستا بود و پس از آن به دانشگاه ویسکانسین رفت. یک سال و نیم را در دانشگاه جانز هاپکینز گذارند و سپس فوق لیسانسش را در دانشگاه ویسکانسین دریافت کرد. در سال ۱۸۸۵ استادیار دانشگاه تولان در نیواورلئان شد و از ۱۸۸۹ تا ۱۸۹۸ پروفسور فیزیک در کالج کلرادو و پس از آن به درجه پروفسور ریاضیات در این دانشگاه رسید. در سال ۱۸۹۴ استاد کرسی تاریخ ریاضی در دانشاه برکلی شد که اختصاصاً برای او در این دانشگاه برپا شده بود. او پیش از مرگ، مسئولیت ترجه نویی از اصول نیوتن را بعهده گرفت. کایوری در زمان خودش یکی از بالاترین تاریخدانان ریاضیات به شمار می‌آمد. او همچنین نخستین پروفسور تاریخ ریاضیات در آمریکا می‌باشد. او کتابی به نام «تاریخ نمادهای ریاضیات» نگاشته است که تا امروز هم معروف می‌باشد. او در سال ۱۹۲۳ معاون رئیس انجمن امریکایی دانشهای پیشرفته بود. وی دارای سه دکترای افتخاری بود.

## آثار
- The teaching and history of mathematics in the United States, 1890
- A History of Mathematics, 1894, 2. Auflage 1919
- The History of Notations of the Calculus, Annals of Mathematics, Second Series. , Bd. 25, 1923, S.  ۱–۴۶
- A History of Mathematical Notations, 2 Bände, 1928, 1929, Dover Publications 1993, شابک ‎۰−۴۸۶−۶۷۷۶۶−۴.
- A History of Elementary Mathematics with Hints on Methods of Teaching, 1896
- A History of the Logarithmic Slide Rule and Allied Instruments, 1909
- ویلیام اوترد, a Great Seventeenth- Century Teacher of Mathematics, 1916
- Early Mathematical Sciences in North and South America, 1928